# Syfon (anatomia muchówek)
Syfon, rurka oddechowa, rurka syfonowa (łac. sipho) – zesklerotyzowany przewód oskórkowy z pniami tchawkowymi, służący do pobierania powietrza, który działa na tej samej zasadzie co fajka nurka. Występuje u wodnych stadiów rozwojowych niektórych przedstawicieli rzędu muchówek: poczwarek komarowatych, larw komarowatych z podrodziny Culicinae oraz niektórych larw z rodziny bzygowatych.

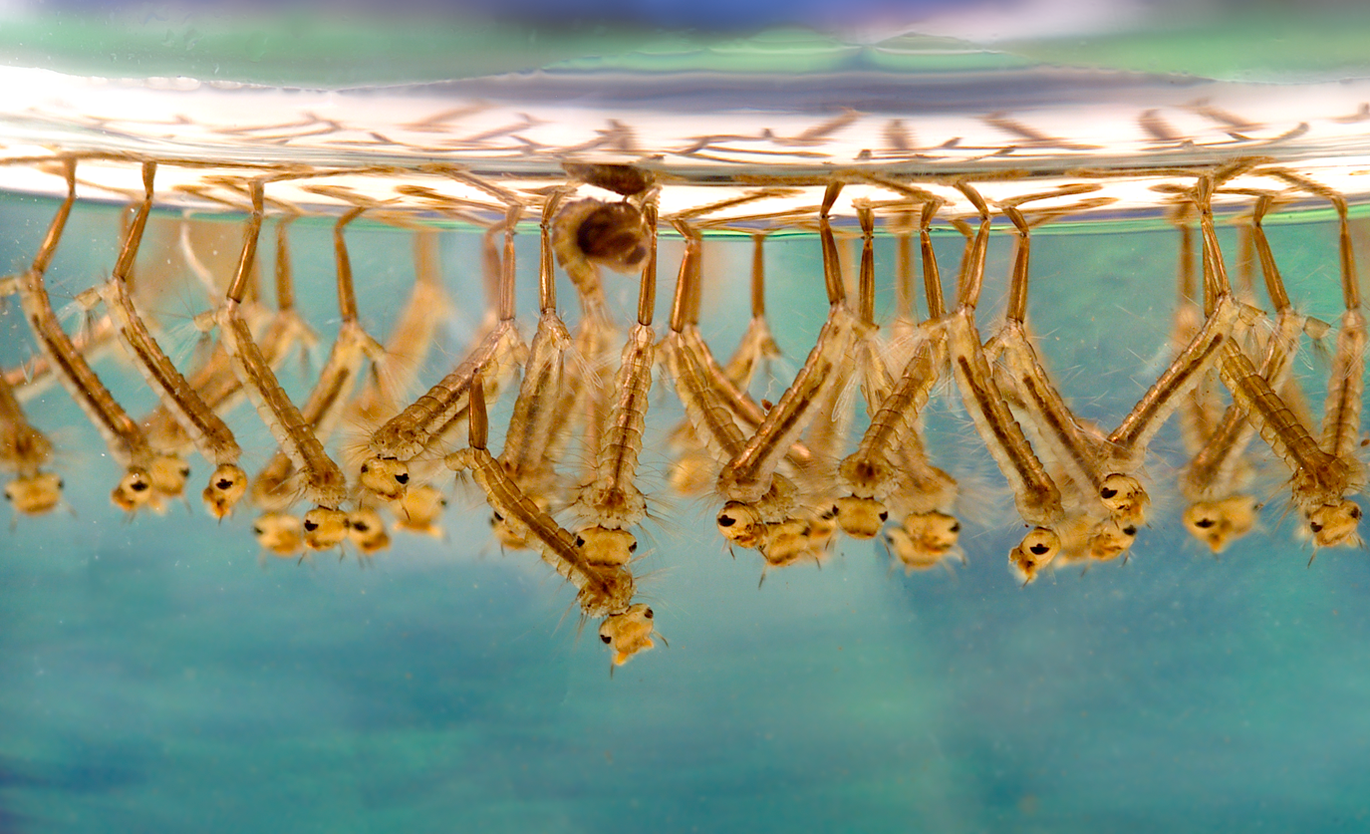
Larwy Culex sp. pobierające powietrze poprzez syfony, pod lustrem wody.

Schemat anatomiczny larwy Culex restuans z zaznaczonym syfonem.

Ogonowa rurka oddechowa larw komarowatych z rzędu muchówek. Rurka syfonowa jest przedłużeniem tylnych przetchlinek. Otwór na końcu syfonu jest chroniony przez pierścień blisko rozmieszczonych włosków z wodoodporną powłoką. Na styku powietrze-woda włosy te przerywają napięcie powierzchniowe wody i utrzymują otwarte drogi oddechowe. Gdy owad nurkuje, ciśnienie wody popycha włosy blisko siebie, aby uszczelnić otwór i zatrzymać wodę. Specjalne gruczoły w syfonie syntezują nierozpuszczalne w wodzie lipidy. Działają w ten sposób, jako hydrostatyczna obrona przed „zwilżeniem” syfonu, co chroni larwy przed utonięciem. Transport lipidów do światła tchawicy syfonu jest najprawdopodobniej ułatwiony przez mikrokosmki. U większości komarowatych na syfonie występuje grzebień (ang. pecten), rząd kolców rozciągający się od brzusznej podstawy syfonu do pewnego punktu wzdłuż jego długości. Rozmiar, kształt, długość syfonu i grzebienia, różnią się w zależności od gatunku i są bardzo przydatne do identyfikacji rodzaju i gatunku larw komarów.
Larwy bzygowatych (Syrphidae) mają syfon umieszczony na tylnym końcu odwłoka. Zbudowany jest on z pierścieniowatych członów, nachodzących na siebie teleskopowo. Dzięki temu może się składać i wydłużać, nawet na ponad 10 cm, co daje larwie większą swobodę w wyborze stopnia zanurzenia. Wierzchołek syfonu zaopatrzony jest w pęczek rzęsek, który służy utrzymaniu go na powierzchni wody.
U niektórych muchówek syfon ma postać kolca i służy do wkłuwania się w rośliny oraz pobierania z nich powietrza. Wiele roślin wodnych przechowuje tlen (produkt uboczny fotosyntezy) w specjalnych wakuolach. Niektóre owady (np. larwy komarów z rodzaju Mansonia) wkłuwają rurki oddechowe do tych magazynów powietrza i uzyskują bogate zapasy tlenu bez wypływania na powierzchnię wody.
Larwy gatunków z rodzaju widliszek (Anopheles) nie mają syfonu, ale oddychają przez spłaszczone przetchlinki umiejscowione na VIII segmencie odwłoka. Krótki syfon występuje natomiast u poczwarek z tego rodzaju.